# Мізія (станція метро)
Мізія / Новий болгарський університет або Мізія / НБУ — станція лінії М3 Софійського метро. Відкрита 24 квітня 2021 року як частина пускової дистанції «Овча купел» – «Горна баня».

## Опис
Станція розташована під бульваром Монтевідео поперек руху автомобілів, між станціями Овча купел та Овча купел II. Станція також має місцеву назву «Бор і Бузема», через «Танцюючі дерева» (виходи 5-6), що розташовані в районі 88-ї середньої школи «Димитр Попніколов», пейзаж якої також є основним мотивом станції метро «Мізія». Станція має 6 виходів, установлені автоматичні платформні ворота.